# Funastrum crispum
Funastrum crispum är en oleanderväxtart som först beskrevs av George Bentham, och fick sitt nu gällande namn av Rudolf Schlechter. Funastrum crispum ingår i släktet Funastrum och familjen oleanderväxter. Inga underarter finns listade i Catalogue of Life.